# Hero of Our Time
Hero of Our Time is het debuutalbum van de Zweedse punkband Satanic Surfers. Het album werd uitgegeven op 1 juni 1995 via het Zweedse platenlabel Burning Heart Records op cd. In 1997 werd het album voor het eerst uitgegeven op vinyl, door het Belgische punklabel Genet Records. In 2015 werd het op vinyl heruitgegeven door het Spaanse label La Agonía De Vivir.

## Nummers
Tracks 1, 4-5 en 11 zijn ook te horen op de bijhorende cd-single van het album, "Hero of Our Time".
1. "...And the Cheese Fell Down" - 1:59
2. "Better Off Today" - 2:34
3. "Use a Bee" - 2:16
4. "Ketty" - 1:42
5. "Hero of Our Time" - 2:56
6. "Before It's Too Late" - 2:14
7. "The Treaty and the Bridge" - 2:42
8. "Armless Skater" - 2:15
9. "Puppet" - 2:15
10. "Got to Throw Up" - 2:58
11. "Good Morning" - 4:30
12. "Head Under Water" - 2:23
13. "Evil" - 1:25

## Band
- Tomek Sokołowski - basgitaar
- Rodrigo Alfaro - drums, zang
- Fredrik Jakobsen - gitaar
- Magnus Blixtberg - gitaar